# نوک لک‌لکی (سرده)

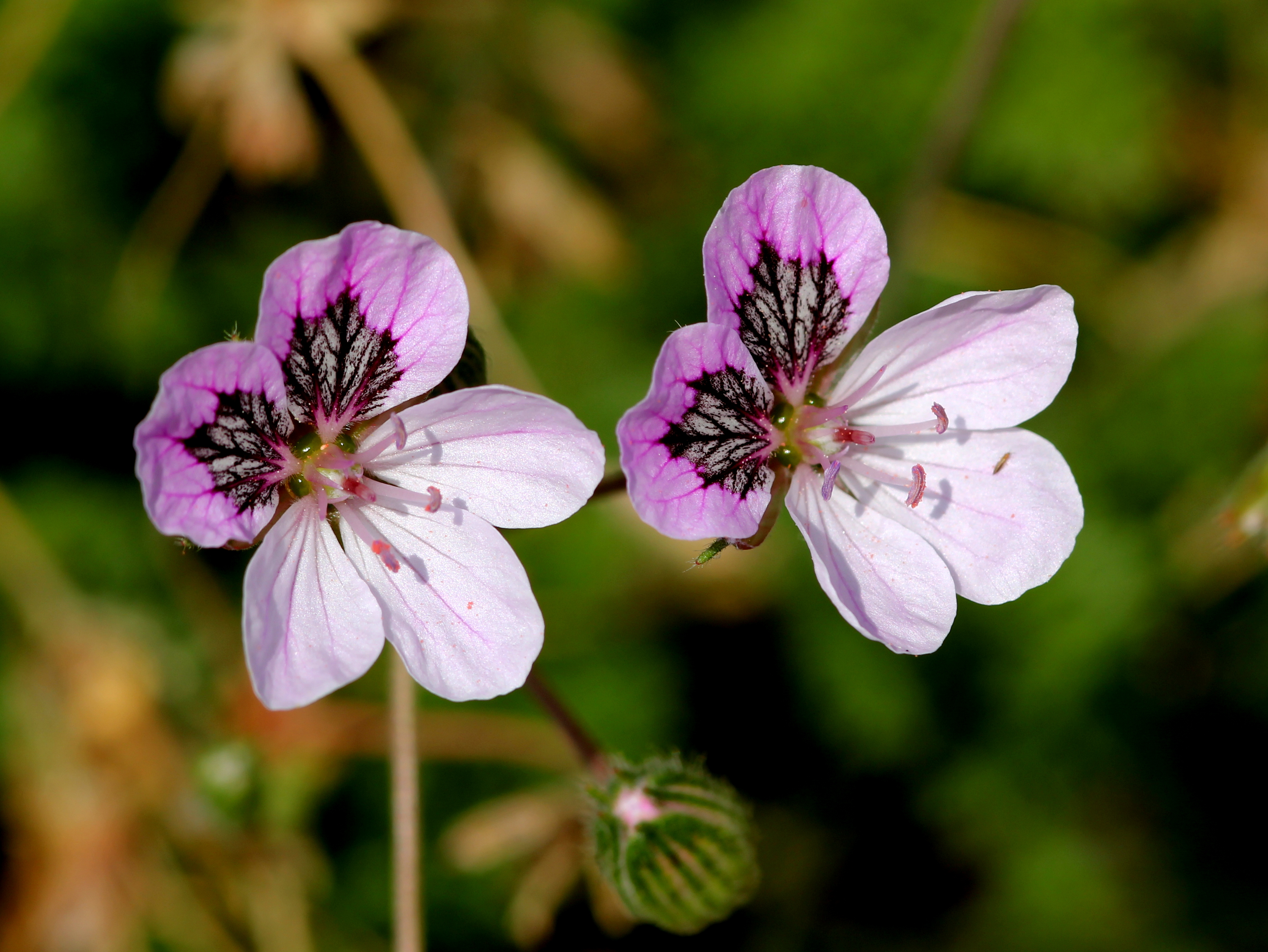
Erodium glandulosum

نوک‌لک‌لکی (نام علمی: Erodium) نام یک سرده از تیره شمعدانیان است.